# Copiphana gassana
Copiphana gassana är en fjärilsart som beskrevs av George Francis Hampson. Copiphana gassana ingår i släktet Copiphana och familjen nattflyn. Inga underarter finns listade i Catalogue of Life.